# Stary Żabin
Stary Żabin [ˈstarɨ ˈʐabin] (tiếng Đức: Alt Schabienen, 1938-45: Altlautersee)  là một ngôi làng thuộc khu hành chính của Gmina Banie Mazurskie, thuộc quận Gołdap, Warmian-Masurian Voivodeship, ở phía bắc Ba Lan, gần biên giới với tỉnh Kaliningrad của Nga. Nó nằm khoảng 11 kilômét (7 mi)   phía bắc Banie Mazurskie, 16 km (10 mi) về phía tây của Gołdap và 120 km (75 mi) về phía đông bắc của thủ đô khu vực Olsztyn.
Trước năm 1945, khu vực này là một phần của Đức (Đông Phổ).